# Halenia recurva
Halenia recurva là một loài thực vật có hoa trong họ Long đởm. Loài này được (Sm.) C.K. Allen mô tả khoa học đầu tiên năm 1933.